# Fokföldi delfin
A fokföldi delfin (Delphinus capensis) az emlősök (Mammalia) osztályának párosujjú patások (Artiodactyla) rendjébe, ezen belül a delfinfélék (Delphinidae) családjába tartozó faj.

## Rendszertani besorolása és alfajai
Az 1990-es évek közepéig azonosnak tartották a közönséges delfinnel (Delphinus delphis). 1994-ben, Heyning és Perrin kutatásai, később pedig Kingston és Rosel kutatásai arra az eredményre jutottak, hogy a fokföldi delfin önálló faj, és nem azonos a közönséges delfinnel. Egyes korábbi vizsgálatok egy harmadik fajt is mutattak, az arábiai delfint (Delphinus tropicalis), amelynek igen hosszú a „csőre” és az Indiai-óceánban, valamint a Vörös-tengerben él; azonban manapság már tudjuk, hogy az „arábiai delfin” nem egyéb mint egy regionális változata a fokföldi delfinnek.
- Delphinus capensis capensis J. E. Gray, 1828
- Delphinus capensis tropicalis van Bree, 1971 - arábiai delfin

## Előfordulása
A fokföldi delfin előfordulási területe jóval szaggatottabb, mint a közönséges delfinné. A trópusi és mérsékelt övi melegebb vizek lakója. Elterjedési területei közé tartoznak: Afrika nyugati és déli részei, Dél-Amerika nyugati partjainak legnagyobb része, Közép-Kaliforniától Közép-Mexikóig lévő terület, valamint Japán, a Koreai-félsziget és a Kínai Köztársaság tengervizei. A Vörös-tengerben és Omán közelében is észrevették - arábiai delfin. Legészakibb jelenléte a kanadai Vancouver-szigetnél volt; azonban itt ritka kóborlónak számít.

## Megjelenése
Közepes méretű delfinfaj, mely kisebb mint a nála közismertebb palackorrú delfin (Tursiops truncatus). A felnőtt állat 1,9-2,5 méter hosszú és 80-235 kilogramm testtömegű - bár az átlag 80-150 kilogramm. A hím hosszabb és nehezebb, mint a nőstény. A háti része sötét, a hasi része fehér. Testének elülső részén az oldalai világosszürkék, halványsárgák vagy aranysárgák; és a hátsó részén piszkosszürkék. A megnyúlt szájában, azon belül mindkét állkapcsában 60-60 darab kis, de hegyes foga van.

## Életmódja
Általában a sekély és meleg vizű part menti térségeket kedveli. Több száz vagy több ezer fős csoportokban él; eme hatalmas csoportokon belül több kisebb, 10-30 fős csoport van - ezeket általában azonos nemű vagy korú állatok alkotják. Néha Globicephala-fajok vagy sziláscetek társaságában úszik. Játékos, vízből való kiugrásai során lehet megfigyelni ezt a fajt. Főképp kisebb csontos halakkal táplálkozik, ilyenek például a heringfélék és a makrélafélék; étrendjét kiegészíti fejlábúakkal és ritkán rákokkal is. Amikor nem elegendő a táplálék, a nagy csoportok egy időre feloszlanak. Legfeljebb 280 méter mélyre úszik le és akár 8 percig is visszatartja lélegzetét.
Legfeljebb 40 évig él.

## Szaporodása
A vemhesség tavasztól őszig tart, körülbelül 10-11 hónapon keresztül. Az újszülött borjú 80-100 centiméter hosszú és 10 kilogramm testtömegű. Az újszülött és a fiatalabb példányok sötétebbek a felnőtteknél. Két ellés között 1-3 év telhet el. Fogságban sikeresen kereszteződik a palackorrú delfinnel; egy alkalommal egy ilyen hibrid példányt egy palackorrú delfinnel párosítottak; ilyenformán kitudódott, hogy a hibridek, legalábbis egyesek ivarképesek.

## A fokföldi delfin és az ember
Fogságban igen ritka ez a delfinfaj. A vadonban más cetekkel együtt, számos fokföldi delfin gabalyodik bele a halászhálókba, illetve akad fel a hosszú zsinóros horgokba. A tengerek szennyezése is számos példányban kárt tesz; ugyanúgy a hajócsavarok is. Kalifornia vizeiben körülbelül 25-43 ezer fősre becsülik az állományt. Dél-Afrikában 15 000-20 000 fokföldi delfint tartanak számon.

## Képek

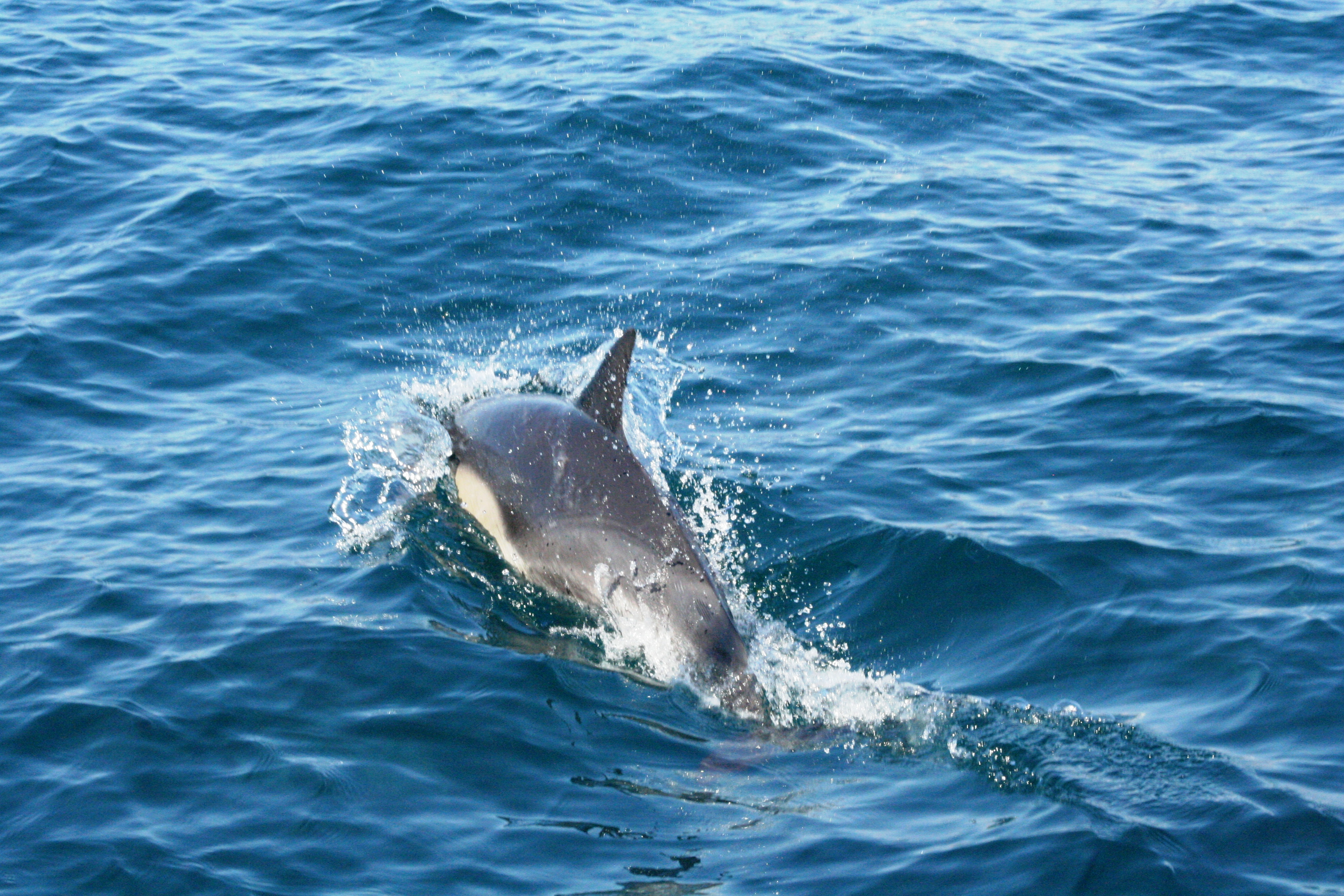
A szabad
természetben
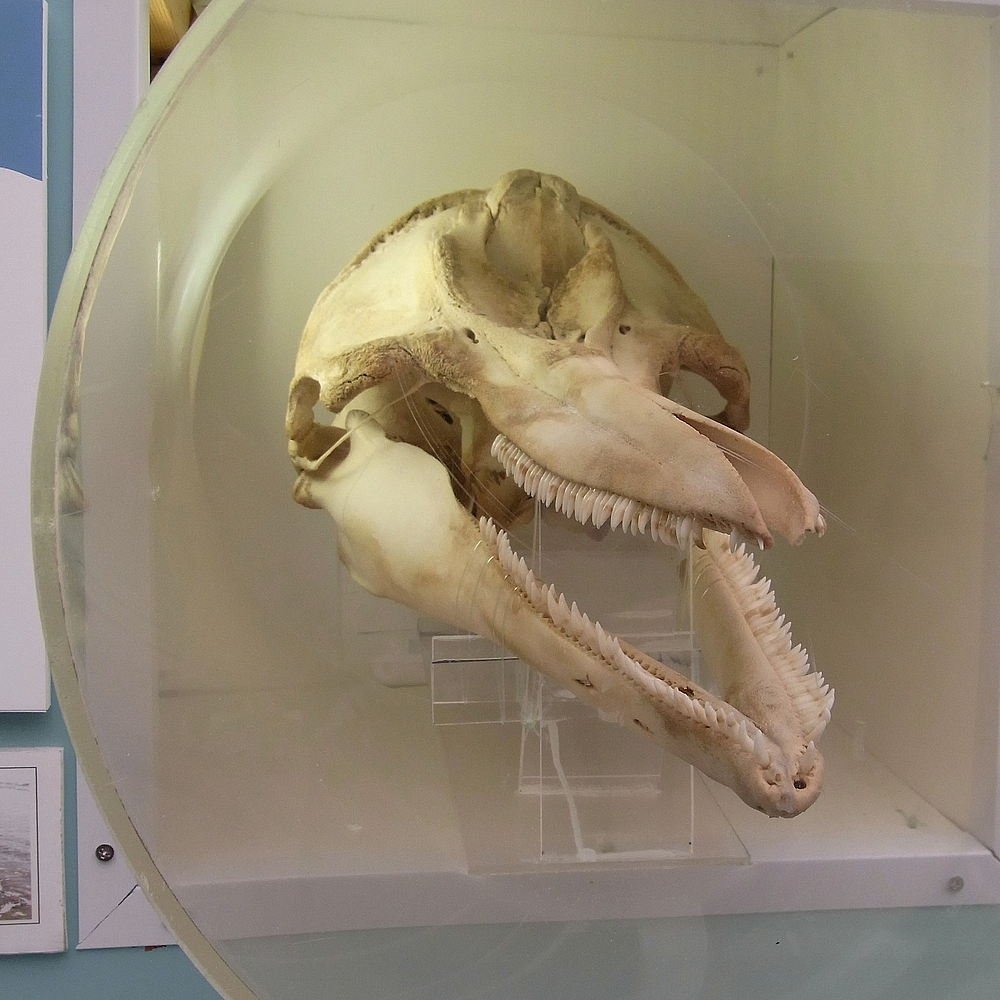
A koponyája

### Fordítás
- Ez a szócikk részben vagy egészben  a   Long-beaked common dolphin című angol Wikipédia-szócikk ezen változatának fordításán alapul.  Az eredeti cikk szerkesztőit annak laptörténete sorolja fel. Ez a jelzés csupán a megfogalmazás eredetét és a szerzői jogokat jelzi, nem szolgál a cikkben szereplő információk forrásmegjelöléseként.